# Narciso Heredia Begines

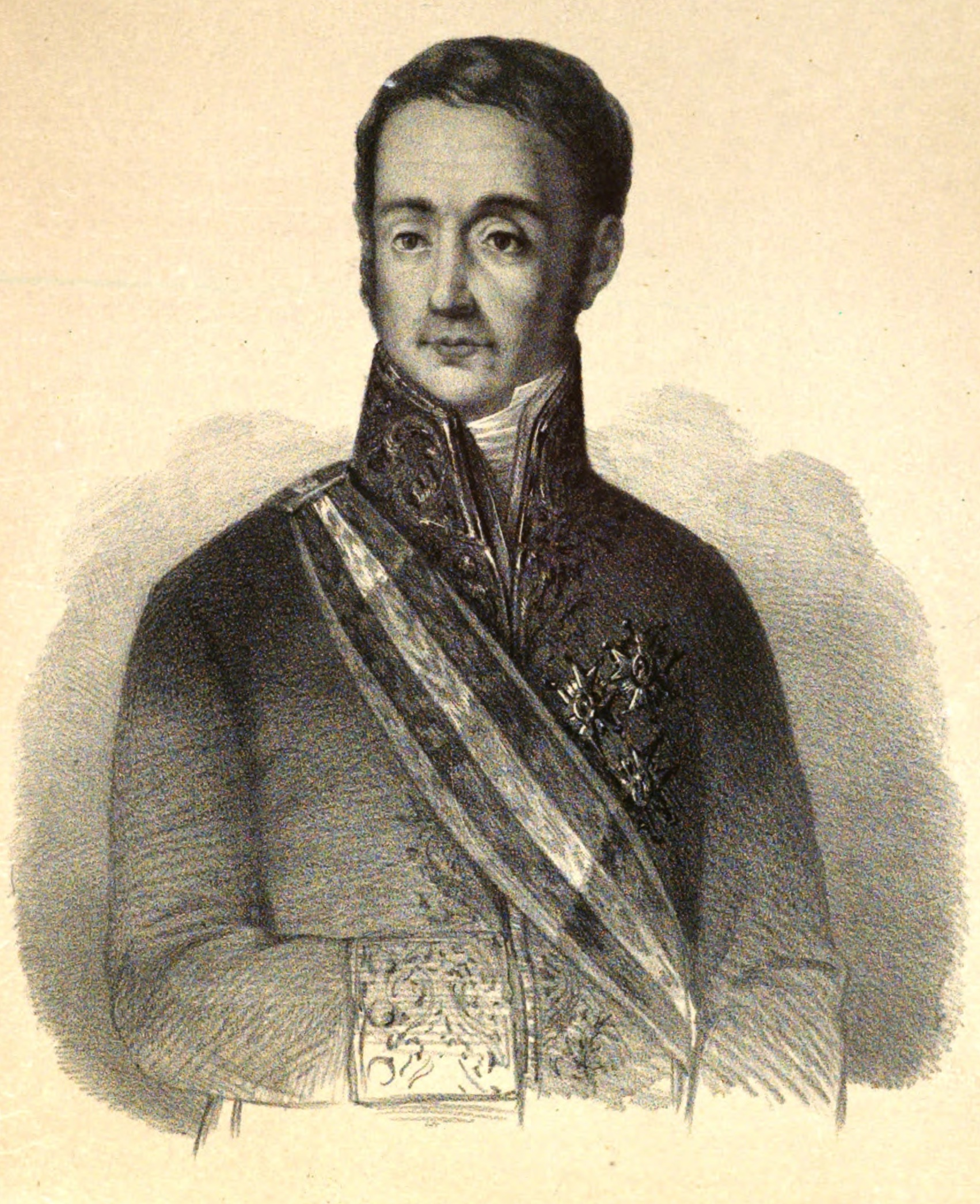
Narciso Heredia Begines (1833)

Narciso Heredia y Begines de los Ríos, Graf (Conde) von Ofalia, Markgraf (Marqués) von Heredia (* 11. September 1775 in Gines, Provinz Sevilla; † 1847 in Madrid) war ein spanischer Diplomat, Politiker und Ministerpräsident Spaniens (Presidente de Gobierno).

## Biografie

### Herrschaft Joseph Bonapartes
Heredia Begines begann seine berufliche Laufbahn als Diplomat als Sekretär der Botschaft in den Vereinigten Staaten von Amerika in Philadelphia. Später war er als Verwaltungsbeamter während der Besatzungsherrschaft von Joseph Bonaparte tätig. Nach dem Spanischen Unabhängigkeitskrieg und dem daraus resultierenden Verzicht von Bonaparte auf den spanischen Königsthron am 11. Dezember 1813 fiel er jedoch in Unruhe und musste sich danach nach Andalusien zurückziehen.

### Absolutismus unter Ferdinand VII. (1823 bis 1833)
Erst nach der erneuten Wiederherstellung des von König Ferdinand VII. vertretenen Absolutismus im Jahr 1823 (Decada Ominosa) trat er wieder ins politische Leben und übernahm am 2. Dezember 1823 das Amt des Ministers für Begnadigungen und Justiz (Ministro de Gracia y Justicia), das er bis zum 18. Januar 1824 ausübte.
Als Staatssekretär (Secratario de Estado) Carlos Martínez de Irujo y Tacón, dem er bereits als Sekretär an der Botschaft in den USA diente, erkrankte, wurde er am 25. Dezember 1823 amtierender Staatssekretär und damit de facto Ministerpräsident des absolutistischen Hofstaates. Nach dem Tode von Irujo Tacón am 17. Januar 1824 wurde er einen Tag darauf schließlich selbst zum Staatssekretär und Regierungschef ernannt. Die Hauptaufgabe seiner Regierung war insbesondere der Wiederherstellung der Verwaltung sowie des Staates. Dabei versuchte er insbesondere umfassendere Reformen des Ancien Régime und möglicher Konflikte, wobei er sich bemühte auf eine Einflussnahme des Königs zu verzichten. Während dieser Zeit konnte er dabei insbesondere auf die Unterstützung von Schatzsekretär (Ministro de Hacienda) Luis López Ballesteros sowie Marinesekretär (Ministro de la Marina) Luis Salazar, zwei einflussreiche Reformpolitiker dieser Zeit zählen. Dabei bauten er und sein Kabinett insbesondere auf die liberalen Ideen von François-René de Chateaubriand. Bald kam es jedoch zu einem Verschieben der Kräfteverhältnisse zu Lasten der Liberalen, das letztlich zum Absetzen von Heredia Begines als Staatssekretär am 11. Juli 1824 und seinem Rückzug nach Almería führte.
1827 kehrte er dann in den diplomatischen Dienst als Bevollmächtigter Gesandter in London zurück und versuchte als solcher durch diplomatische Kontakte die Kontrolle in den spanischen Kolonien zurückzugewinnen und gleichzeitig Hilfen seiner Verbündeten zu erreichen. Als einer der ersten bedeutenden Diplomaten seines Landes wurde ihm daraufhin das Amt des Botschafters in Paris übertragen. Dabei pflegte er insbesondere außergewöhnlich gute Beziehungen zum am 7. August 1830 an die Macht gekommenen König Ludwig Philipp. Spanien war einer der ersten Staaten, der dessen Regentschaft anerkannte und hierfür im Gegenzug Waffen und Unterstützung des Liberalismus bekam.

### Ministerpräsident und letzte Lebensjahre
Am 28. Dezember 1832 kehrte er nach Spanien zurück und übernahm das neu geschaffene Amt eines Ministers für  Infrastrukturförderung (Ministerio de Fomento) im bis zum 29. September 1833 amtierenden Übergangskabinett von Francisco Cea Bermúdez.
1834 wurde er zunächst als Vertreter der Königin Isabella II. zum Senator ernannt. Von 1837 bis zu seinem Tode gehörte er dem Senat dann als Vertreter der Provinz Lugo an.
Heredia Begines wurde am 16. Dezember 1837 wiederum selbst zum Ministerpräsidenten Spaniens (Presidente de Gobierno) ernannt, da man in ihm den einzig möglichen diplomatischen Unterhändler zur Vermeidung einer ausländischen Intervention im Ersten Carlistenkrieg sah. Zugleich war er als Staatsminister auch Außenminister.
Als seiner Regierung jedoch letztlich nicht der Haushaltsausgleich gelang und es zudem 1838 auch noch zu einem Aufstand in Cádiz kam, musste er am 6. September 1838 als Ministerpräsident zurücktreten. Im Anschluss daran zog er sich bis auf seine Tätigkeit als Senator aus dem politischen Leben zurück.